# Hôtel de Matheron
 (avril 2020).
Pour les articles homonymes, voir Matheron.
L'Hôtel de Matheron est un hôtel particulier situé au n° 6 de la rue Matheron, à Aix-en-Provence, Provence-Alpes-Côte d'Azur, France.

## Historique
Cet hôtel particulier est une maison ancienne, construite au moins au XIVe siècle, voire antérieurement. En 1329 elle est acquise par un certain Etienne Matheron, notable d'Aix, et resta cinq siècles dans cette famille.
Au XVIIIe siècle la maison est rénovée en hôtel particulier digne du siècle des Lumières. Il fut habité par Louis de Raousset (dont la famille avait entre autres la seigneurie de Boulbon) puis Pierre Guérin du Castelet, président à la Chambre des Comptes du Parlement de Provence.